# NGC 6224
NGC 6224 (другие обозначения — UGC 10555, MCG 1-43-2, ZWG 53.10, PGC 59017) — галактика в созвездии Геркулес.
Этот объект входит в число перечисленных в оригинальной редакции «Нового общего каталога».